# Río Tinto-Estación
Río Tinto-Estación, también conocida coloquialmente como la estación de Enmedio, fue una estación de ferrocarril situada en el municipio español de Minas de Riotinto, en la provincia de Huelva. Las instalaciones formaban parte del ferrocarril de Riotinto, de cuyo trazado constituían la cabecera.
La estación constituyó un importante complejo ferroviario en el que se realizaban labores de clasificación de los trenes mineros, siendo también un nudo ferroviario donde confluían numerosos ramales. Por esto motivo, a lo largo de su historia Río Tinto-Estación llegó a disponer de numerosas instalaciones, entre las que se incluían cocheras para locomotoras, enclavamientos, una amplia playa de vías, etc. En sus alrededores se articuló un poblado obrero que estuvo habitado mayoritariamente por los ferroviarios y sus familias. En la actualidad el complejo se encuentra desmantelado en su mayor parte.

## Historia

### Etapa británica
El ferrocarril de Riotinto, que entró en servicio en 1875, tuvo en Minas de Riotinto su estación cabecera. Las obras corrieron a cargo de la británica Rio Tinto Company Limited (RTC), que se había hecho con la propiedad de la cuenca minera de Riotinto-Nerva en 1873. En esta estación se realizaban las labores de clasificación de los trenes mineros que partían hacia Huelva. Desde Río Tinto-Estación nacían multitud de ramales que llegaban hasta los distintos yacimientos. Dado que las instalaciones se encontraban situadas a cierta distancia del poblado de Río-Tinto, se acabó prolongando el trazado ferroviario hasta la estación de Río Tinto-Pueblo. En 1904 entraría en servicio un ramal que llegaba hasta Nerva. En 1914 se inauguraron las llamadas «cocheras Mina», unas instalaciones modernas que acabarían sustituyendo al antiguo depósito circular de locomotoras. Estas cocheras disponían de depósito de locomotoras, carboneras, taller de reparaciones, almacén de material, oficinas administrativas, etc.
Desde este complejo partía el ramal que conectaba con el túnel n.º 11, a través del cual las explotaciones subterráneas de Filón Norte enlazaban con la red ferroviaria de Riotinto. A comienzos de la década de 1910 el llamado túnel del piso 11 fue electrificado, por lo que se habilitó catenaria para el trazado que formaba parte de esta infraestructura y una subestación para el suministro de fluido eléctrico. Durante muchos años Río Tinto-Estación tuvo un importante tráfico ferroviario, tanto de mercancías como de pasajeros, por lo que constituyó una de las principales estaciones de la línea.

### Etapa española
En 1954 la gestión de las instalaciones pasó a manos de la Compañía Española de Minas de Río Tinto (CEMRT), sucedida en 1970 por el grupo Unión Explosivos Río Tinto (ERT). El complejo se mantuvo plenamente operativo hasta el declive del ferrocarril en la década de 1970, cuando decreció el tráfico de trenes y las instalaciones perdieron su funcionalidad. En diciembre de 1979 las cocheras Mina fueron clausuradas y posteriormente derruidas. El depósito de locomotoras se trasladó a las cocheras de la estación de Zarandas, que asumió el grueso de la actividad ferroviaria de la línea hasta su clausura en febrero de 1984. Las instalaciones de Río Tinto-Estación fueron clausuradas y desmanteladas en su mayor parte. Es por ello que en la actualidad apenas si se conservan restos del complejo.

## Características

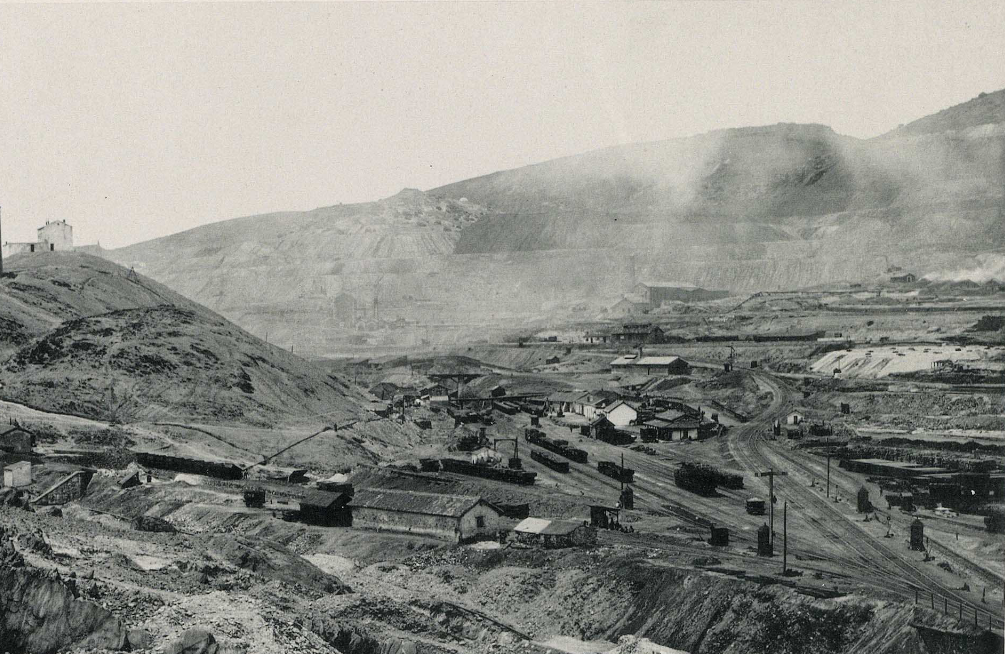
Instalaciones ferroviarias en 1892.

Las instalaciones de Río Tinto-Estación se encontraban situadas en la zona de Filón Sur y constituían el punto de inicio de la vía general de ferrocarril minero, por lo que en este punto se organizaba una parte del tráfico de la línea férrea. Se acabaría articulando un complejo ferroviario que contaba con edificio de viajeros, talleres, cocheras, depósito de locomotoras, etc. Debido al intenso tráfico ferroviario que experimentaba, Río Tinto-Estación llegó a contar con una extensa playa de maniobras compuesta por hasta 42 vías. Toda esta red de vías era gestionada por infraestructuras de cambio y cruzamiento a través de las casas de palancas.
Actualmente solo se conservan algunos elementos aislados del antiguo complejo: una tolva-clasificadora de minerales, un pórtico de señales, un cuarto de capataces, la subestación eléctrica que prestaba servicio al túnel n.º 11 («main tunnel») o un puente superior de la antigua carretera que enlazaba Nerva con Riotinto.